# Ga Namguro
Ga Namguro là một ga trên Tuyến số 7 của Tàu điện ngầm Seoul. Ga Namguro mở cửa vào ngày 29 tháng 2 năm 2000. Trong khu vực lân cận ga Namguro có Trung tâm phúc lợi xã hội tổng hợp Guro, Trung tâm cư dân Garibong-dong và Trung tâm cư dân Guro 2/4.

## Bố trí ga
| Daerim ↑                     |
| \| N/B                       |
| ↓ Phức hợp kỹ thuật số Gasan |

| Hướng Bắc | ← ● Tuyến 7 Hướng đi Jangam     |
| Hướng Nam | → ● Tuyến 7 Hướng đi Seongnam → |

## Lối ra
- Lối ra 1: Samsung Raemian APT
- Lối ra 2: Trường tiểu học Guronam
- Lối ra 3: Garibong-dong
- Lối ra 4: Trường tiểu học Youngil
- Lối ra 5: Chợ Guro
- Lối ra 6: Doosan APT